# Peter Christian Hauberg
Peter Christian Hauberg (29. september 1844 i København – 11. november 1928 sammesteds) var en fremtrædende dansk numismatiker, der 1898-1920 var administrerende inspektør for Den Kongelige Mønt- og Medaillesamling. Han forfattede flere bøger om dansk møntvæsen i middelalderen.
Hauberg var søn af apoteker Jørgen Christian Hauberg og Margrethe Sophie Arboe. P.C. Hauberg var bror til industrimanden S.C. Hauberg. Efter at være blevet student fra Borgerdydskolen på Christianshavn i 1863 var han i tvivl, om han skulle vælge kunstner- eller ingeniørvejen og studerede de tekniske videnskaber i nogen tid. Han valgte dog kunsten og gik frem til 1871 Kunstakademiet, hvor han modtog undervisning af maleren P.C. Skovgaard og fokuserede på landskabsmaleriet. Han var 1877-81 medejer, 1881-84 eneejer af en bog- og kunsthandel (Peter Hauberg & Co.).
I årene 1873-77 udstillede han på Charlottenborg Forårsudstilling malerier med bornholmske motiver. Han havde et særligt forhold til Bornholm, urmagerslægten Arboes hjemø. Han skrev en turistfører til øen i 1879 (genudgivet 1887), var i mange år beskæftiget med restaureringsarbejde på Hammershus og Lilleborg og var medstifter af Nationalforeningen Bornholm, der arbejdede imod tyskeres opkøb af jord på Bornholm. Endelig var hans hustru, Michelle Christiane Stender (gift 28. april 1874), født 12. november 1852 i Vestermarie på Bornholm.
Hauberg ernærede sig før sin ansættelse som assistent på Møntsamlingen i 1885 som boghandler og forlægger. Ved siden af arbejdet på Møntsamlingen blev han inspektør ved Nationalmuseets 2. afdeling, hvor han særligt beskæftigede sig med voldsteder, herunder de nævnte bornholmske, der i en årrække blev besøgt hver sommer. En overgang var han også ansat ved Dansk Folkemuseum, men kom ikke godt ud af det med museets direktør, Bernhard Olsen. Et mindre bijob var en stilling som inspektør ved Thorvaldsens Museum en time dagligt.
Haubergs behandling af det danske møntvæsen i middelalderen var ganske omfattende og flere af værkerne er stadig standard. Værkerne Danmarks Myntvæsen og Mynter i Tidsrummet 1241-1377 (1884), Danmarks Myntvæsen i Tidsrummet 1377-1481 (1886), Myntforhold og Udmyntninger i Danmark indtil 1146  (1900) og Danmarks Myntvæsen i Tidsrummet 1146-1241 dækker således tilsammen hele den danske mønthistorie indtil 1481.
Han blev Ridder af Dannebrog 1898 og Dannebrogsmand 1920.
Han er begravet på Vestre Kirkegård. Der findes et selvportræt fra 1872 i familieeje. Maleri af Hansen Svaneke 1924 i Bornholms Museum. Marmorbuste af Vilhelm Bissen fra 1905 i Den kgl. Mønt- og Medaillesamling.